# فيلي ماتياس
فيلي ماتياس (بالألمانية: Willi Matthias)‏ هو منافس ألعاب قوى ألماني، ولد في 26 أبريل 1936 في هانوفر في ألمانيا.

## وصلات خارجية
- فيلي ماتياس على موقع أوليمبيديا (الإنجليزية)